# موسى راسيل
موسى راسيل (بالإنجليزية: Moses Russell)‏ (20 مايو 1888 في المملكة المتحدة - 18 ديسمبر 1946 في المملكة المتحدة) هو لاعب كرة قدم بريطاني (وحمل سابقاً جنسية المملكة المتحدة لبريطانيا العظمى وأيرلندا) في مركز الدفاع. شارك مع منتخب ويلز لكرة القدم. أما مع النوادي، فقد لعب مع نادي بليموث أرجايل ونادي تون بينتري ونادي سانت إيلي تاون ونادي ساوثبورت وThames A.F.C. ‏ وMerthyr Town F.C. ‏.

## وصلات خارجية
- موسى راسيل على موقع قاعدة بيانات كرة القدم.إي يو (الإنجليزية)